# Justeza procedimental
Justeza procedimental é um conceito desenvolvido pelo criminólogo Tom Tyler com objetivo de discutir a relevância da qualidade de decisão e da qualidade de tratamento nas relações desenvolvidas entre a população e uma autoridade. Justeza procedimental é a ideia de justiça nos processos que resolvem disputas e alocam recursos. Um aspecto da justeza procedimental está relacionado com discussões sobre a administração da justiça e procedimentos legais. Este sentido de justeza procedimental está ligado às ideias de devido processo (EUA), justiça fundamental (Canadá), justiça procedimental (Austrália) e justiça natural (em outras jurisdições de common law), mas a ideia de justeza procedimental também pode ser aplicada a contextos não legais nos quais algum processo é empregado para resolver conflitos ou dividir benefícios ou encargos. Outros aspectos da justeza procedimental também podem ser encontrados em psicologia social e questões de sociologia e psicologia organizacional.
A justeza procedimental diz respeito à correção e à transparência dos processos pelos quais as decisões são tomadas e pode ser contrastada com a justeza distributiva (justiça na distribuição de direitos ou recursos) e a justeza retributiva (justiça na punição dos erros). Ouvir todas as partes antes de uma decisão é um passo que seria considerado adequado para que um processo possa ser caracterizado como processualmente justo. Algumas teorias da justeza procedimental sustentam que o procedimento justo leva a resultados equitativos, mesmo que os requisitos da justeza distributiva ou restaurativa não sejam atendidos.